# Pier Luigi Farnese Seniore
Pier Luigi Farnese Seniore (1435 – 1487) è stato un condottiero italiano, fu signore di Capodimonte, Musignano, Valentano, Gradoli, Piansano, Canino e di Abbazia al Ponte, vicario papale di Canino.

## Biografia
Era figlio di Ranuccio Farnese il Vecchio e di Agnese Monaldeschi.
Di parte politica guelfa, nel 1461 sventò il tentativo del condottiero Gentile della Sala, amico dei Monaldeschi, di rovesciare la signoria di Orvieto.

## Discendenza
Pier Luigi sposò Giovanna Caetani, figlia di Onorato, duca di Sermoneta, dalla quale ebbe cinque figli:
- Angelo (1465-1494), condottiero dello Stato Pontificio, che sposò Lella Orsini, figlia del condottiero Niccolò;
- Gerolama (1466-1505), che sposò in prime nozze Puccio Pucci, e in seconde nozze Giuliano dell'Anguillara;

- Alessandro (1468-1549), futuro Papa Paolo III;
- Beatrice (1469-1507), monaca;
- Giulia (1475-1524), amante di Papa Alessandro VI.